# Заспа (район Гданьска)

Расположение Заспы на карте Гданьска

Заспа (кашуб. Zaspa, пол. Zaspa, нем. Saspe) — район Гданьска, на севере города.

После капитуляции обороны польской почты в Гданьске 38 польских почтовиков были расстреляны на гданьской Заспе 5 октября 1939 года, недалеко от военного полигона, а их тела закопаны в заранее приготовленной братской могиле.

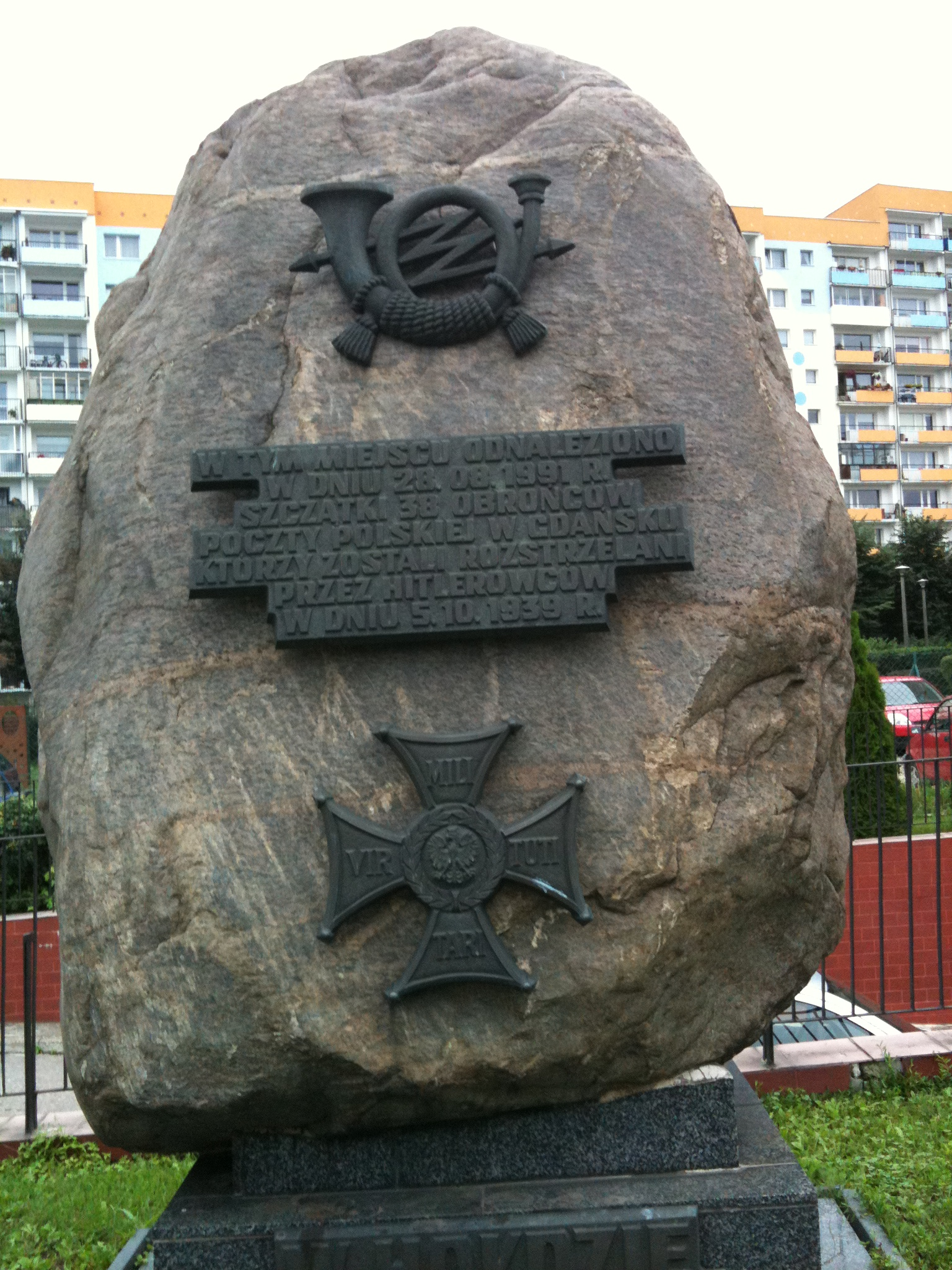
Место расстрела работников польской почты
Карта с 1932 года
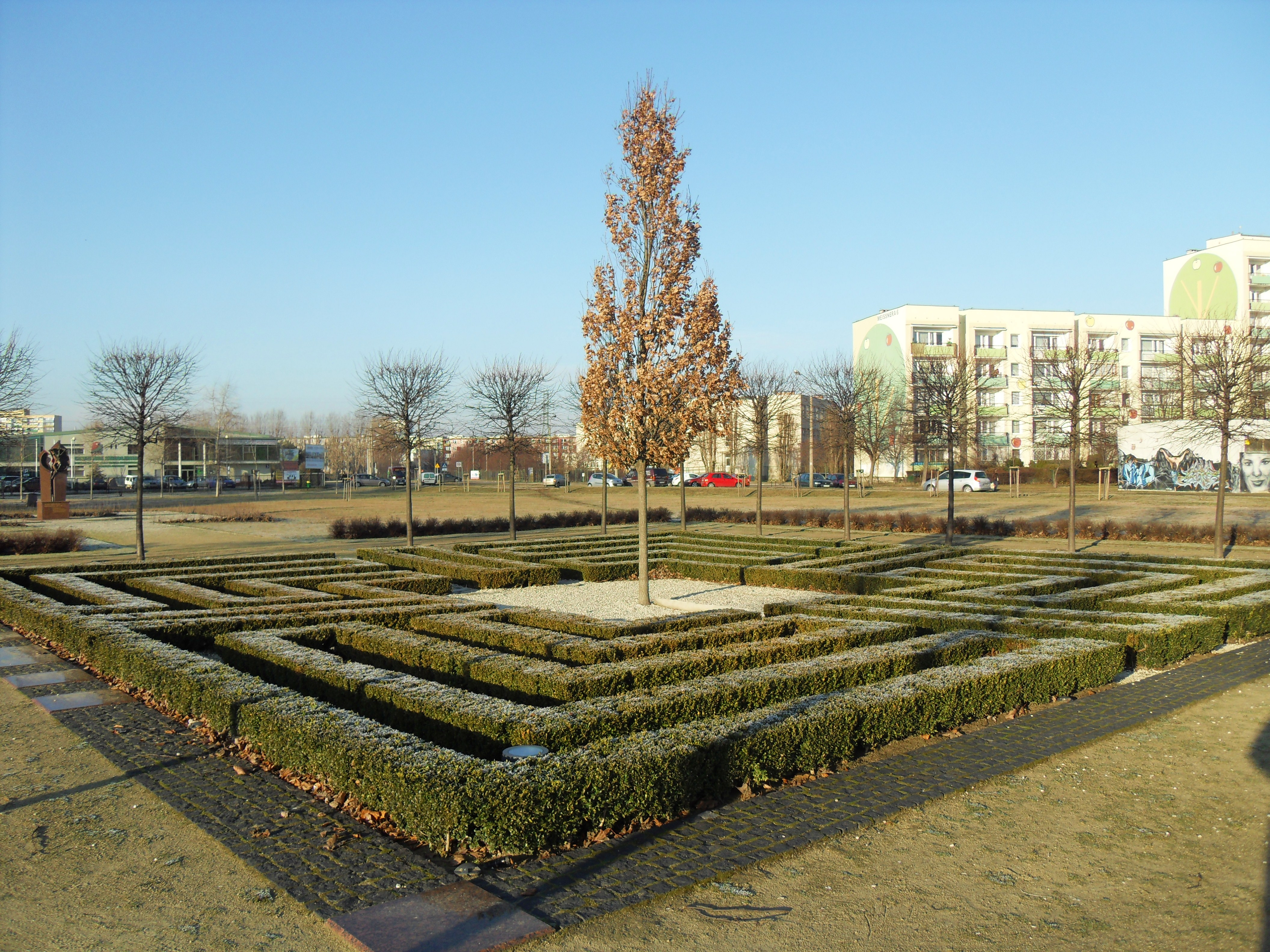
Зелёный памятник
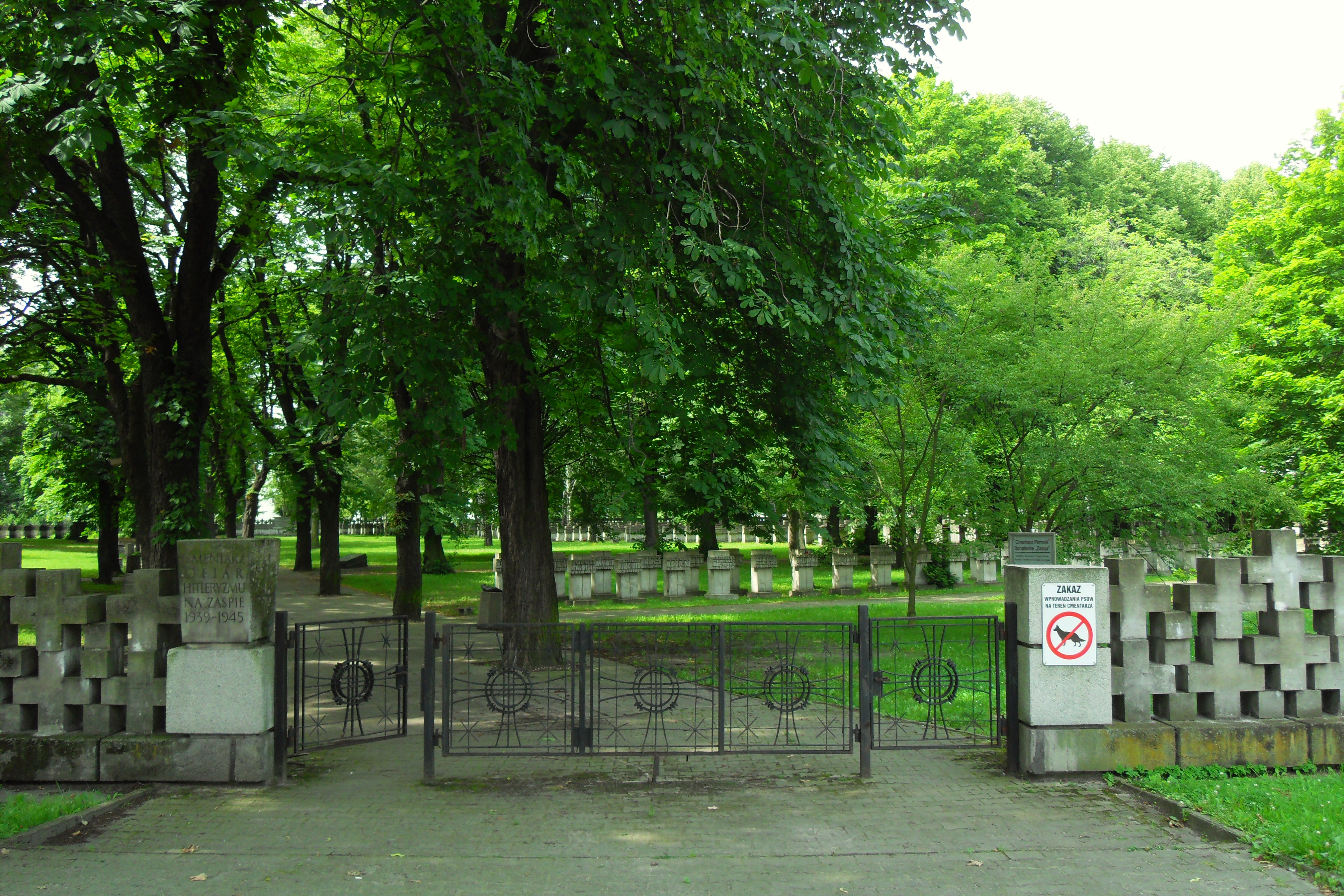
Кладбище на Заспе